# Wrightoporia subrutilans
Wrightoporia subrutilans är en svampart som först beskrevs av William Alphonso Murrill, och fick sitt nu gällande namn av Leif Ryvarden 1982. Wrightoporia subrutilans ingår i släktet Wrightoporia och familjen Bondarzewiaceae.   Inga underarter finns listade i Catalogue of Life.